# 应用地貌学
应用地貌学是地貌学的一个分支，利用地貌学的理论和研究手段，为具体的生产目的服务，根据其应用的目的不同，可以分为：
- 农业地貌学
- 砂矿地貌学
- 工程地貌学等